# Sala de professors
Sala de professors (títol original en alemany, Das Lehrerzimmer) és una pel·lícula dramàtica alemanya de 2023 dirigida per İlker Çatak, qui va coescriure el guió amb Johannes Duncker. Va ser nominada al Premi del Públic Panorama del 73è Festival Internacional de Cinema de Berlín, on es va estrenar el 18 de febrer de 2023. S'ha doblat i subtitulat al català.
La National Board of Review va nomenar la pel·lícula una de les cinc millors pel·lícules internacionals del 2023. Va ser seleccionada com la candidata alemanya a la millor pel·lícula internacional als Premis Oscar de 2023.

## Argument
En una escola secundària es produeixen una sèrie de robatoris, i un dels alumnes n'és sospitós. Carla Nowak, la nova professora de matemàtiques i esports, encara força idealista, decideix arribar al fons de l'assumpte. Atrapada entre els seus ideals i el sistema escolar, les conseqüències dels seus actes amenacen de doblegar-la.

## Repartiment
- Leonie Benesch - Carla Nowak
- Michael Klammer - Thomas Liebenwerda
- Rafael Stachowiak - Milosz Dudek
- Anne-Kathrin Gummich - Dr. Bettina Böhm
- Eva Löbau - Friederike Kuhn

## Estrena
La pel·lícula va ser en la selecció oficial al 48è Festival Internacional de Cinema de Toronto i al 28è Festival Internacional de Cinema de Busan el 2023.

## Recepció

### Resposta crítica
Al lloc web de l'agregador de ressenyes Rotten Tomatoes, el 98% de les crítiques de 52 crítiques són positives, amb una valoració mitjana de 8,3/10. El consens del lloc web diu: Una paràbola moderna intel·ligent i provocadora amb el cor d'un thriller, 'Das Lehrerzimmer' utilitza de manera brillant el seu entorn com a teló de fons per veure la rapidesa amb què fins i tot les comunitats unides es poden desestabilitzar. Metacritic, que utilitza una mitjana ponderada, va assignar a la pel·lícula una puntuació de 86 sobre 100, basada en 8 crítics, la qual cosa indica "aclamació universal.

### Reconeixements
| Premi                                                | Data                   | Categoria                                        | Receptor                      | Resultat      | Ref.   |
| ---------------------------------------------------- | ---------------------- | ------------------------------------------------ | ----------------------------- | ------------- | ------ |
| Premis Oscar                                         | 10 de març de 2024     | millor pel·lícula internacional                  | Das Lehrerzimmer              | Plantilla:Sho | [ 12 ] |
| Alliance of Women Film Journalists                   | A anunciar             | Millor pel·lícula de parla no anglesa            | Das Lehrerzimmer              | Pendent       | [ 13 ] |
| Astra Film Awards                                    | 6 de gener de 2024     | Millor pel·lícula internacional                  | Das Lehrerzimmer              | Nominat       | [ 14 ] |
| Astra Film Awards                                    | 6 de gener de 2024     | Millor actriu internacional                      | Leonie Benesch                | Nominat       | [ 14 ] |
| Festival Internacional de Cinema de Berlín           | 25 de febrer de 2023   | Premi del Públic Panorama a la millor pel·lícula | Das Lehrerzimmer              | Nominat       | [ 5 ]  |
| Festival Internacional de Cinema de Berlín           | 25 de febrer de 2023   | Premi de Cinema Art Cicae                        | Das Lehrerzimmer              | Guanyador     | [ 5 ]  |
| Chicago Film Critics Association Awards              | 12 de desembre de 2023 | Millor pel·lícula estrangera                     | Das Lehrerzimmer              | Nominat       | [ 15 ] |
| Premis del Cinema Europeu                            | Març de 2024           | Premi Lux de l'Acadèmia de Cinema Europeu        | Das Lehrerzimmer              | Pendent       | [ 16 ] |
| Premis del Cinema Europeu                            | 9 de desembre 2023     | Millor guió europeu                              | İlker Çatak, Johannes Duncker | Nominat       | [ 17 ] |
| Premis del Cinema Europeu                            | 9 de desembre 2023     | Millor actriu europea                            | Leonie Benesch                | Nominat       | [ 17 ] |
| Premis del Cinema Europeu                            | 9 de desembre 2023     | Premi del Cinema Universitari Europeu            | Das Lehrerzimmer              | Nominat       | [ 17 ] |
| Deutscher Filmpreis                                  | 12 May 2023            | Millor pel·lícula                                | Das Lehrerzimmer              | Guanyador     | [ 18 ] |
| Deutscher Filmpreis                                  | 12 May 2023            | Millor director                                  | Ilker Çatak                   | Guanyador     | [ 18 ] |
| Deutscher Filmpreis                                  | 12 May 2023            | Millor actriu principal                          | Leonie Benesch                | Guanyador     | [ 18 ] |
| Deutscher Filmpreis                                  | 12 May 2023            | Millor guió                                      | İlker Çatak, Johannes Duncker | Guanyador     | [ 18 ] |
| Deutscher Filmpreis                                  | 12 May 2023            | Millor fotografia                                | Judith Kaufmann               | Nominat       | [ 18 ] |
| Deutscher Filmpreis                                  | 12 May 2023            | Millor muntatge                                  | Gesa Jäger                    | Guanyador     | [ 18 ] |
| Deutscher Filmpreis                                  | 12 May 2023            | Millor banda sonora                              | Marvin Miller                 | Nominat       | [ 18 ] |
| Premis Goya                                          | 10 de febrer de 2024   | Millor pel·lícula europea                        | Das Lehrerzimmer              | Pendent       | [ 19 ] |
| Festival Internacional de Cinema de Haifa            | 6 d’octubre de 2023    | Millor pel·lícula internacional                  | Das Lehrerzimmer              | Nominat       | [ 20 ] |
| Les Arcs Film Festival                               | 23 de desembre de 2023 | Premi Cineuropa                                  | Das Lehrerzimmer              | Pendent       | [ 21 ] |
| National Board of Review                             | 6 December 2023        | Top Five International Films                     | Das Lehrerzimmer              | Guanyador     | [ 22 ] |
| Festival Internacional de Cinema de Palm Springs     | 15 de gener de 2024    | Millor pel·lícula internacional                  | Das Lehrerzimmer              | Pendent       | [ 23 ] |
| St. Louis Film Critics Association                   | 17 December 2023       | Millor pel·lícula internacional                  | Das Lehrerzimmer              | Nominat       | [ 24 ] |
| Premis Satellite                                     | 17 de febrer de 2024   | Millor pel·lícula en llengua estrangera          | Das Lehrerzimmer              | Pendent       | [ 25 ] |
| Seminci                                              | 28 d’octubre de 2023   | Millor muntatge                                  | Gesa Jäger                    | Guanyador     | [ 26 ] |
| Washington D.C. Area Film Critics Association Awards | 10 de desembre de 2023 | Millor pel·lícula estrangera                     | Das Lehrerzimmer              | Nominat       | [ 27 ] |
| Women Film Critics Circle                            | 18 de desembre de 2023 | Millor pel·lícula estrangera per o sobre dones   | Das Lehrerzimmer              | Nominat       | [ 28 ] |